# Colletes ciliatus
Colletes ciliatus är en biart som beskrevs av William Hampton Patton 1879. Colletes ciliatus ingår i släktet sidenbin, och familjen korttungebin. Inga underarter finns listade i Catalogue of Life.

## Beskrivning
Honan är klart större än hanen, med en medellängd om 11 mm mot hans 9 mm. Hanen har även tydligt längre ansikte än honan. Hans ansikte och mellankroppsrygg har brungul päls, mot mer rödaktigt brunaktig hos honan. Bakkroppen är svart, med blekt brungula hår på tergiternas (bakkroppssegmentens) bakkanter hos honan, mera rent vit behåring på bakkroppssegmenten 1 till 5 hos hanen.

## Ekologi
Arten flyger från april till augusti eller september, då de besöker vindeväxtor som snärjor; troligen även Eryngium yuccifolium bland de flockblommiga växterna.

## Utbredning
Arten förekommer i mellersta USA från Kansas, Nebraska, Iowa och Colorado i väster till Illinois och Virginia i öster.